# Sentulan
Sentulan is een bestuurslaag in het regentschap Probolinggo van de provincie Oost-Java, Indonesië. Sentulan telt 2336 inwoners (volkstelling 2010).